# کوه ورمیلیون (بریتیش کلمبیا)
کوه ورمیلیون (به انگلیسی: Vermilion Peak) یک کوه در کانادا است که در Kootenay Land District واقع شده‌است. کوه ورمیلیون ۲٬۶۴۷ متر بالاتر از سطح دریا واقع شده‌است.